# Contea di Blue Earth
La contea di Blue Earth (in inglese Blue Earth County) è una contea dello Stato del Minnesota, negli Stati Uniti. La popolazione al censimento del 2000 era di 55 941 abitanti. Il capoluogo di contea è Mankato.